# ایستگاه جاجرم
ایستگاه جاجرم روستایی از توابع بخش مرکزی شهرستان جاجرم در استان خراسان شمالی ایران است.
این روستا جنوبی ترین روستای شهرستان جاجرم، و به همراه مقصود آباد در شهرستان بام و صفی آباد، جنوبی ترین نقاط استان خراسان شمالی از لحاظ مختصات جغرافیایی و مسکونی بودن هستند.
ایستگاه جاجرم ۲۳۷ نفر جمعیت دارد.

## جمعیت
این روستا در دهستان میان دشت قرار دارد و براساس سرشماری مرکز آمار ایران در سال ۱۳۸۵، جمعیت آن ۲۳۷ نفر (۵۹ خانوار) بوده‌است.